# 青潭堰
青潭堰，是臺灣的一座水壩，位於新北市新店區的淡水河支流新店溪上，即台灣電力公司粗坑電廠下游800公尺處。主要功能為公共給水，原水送長興、公館淨水場處理後，提供大台北地區每日約115萬立方公尺的家用及公共給水。另外功能則是調節粗坑電廠發電尾水。早期台北市民生用水水源新店溪之原取水口位於公館的自來水園區，後來取水口改至上游的新店青潭堰，與直潭壩同為大台北地區公共用水取水處。

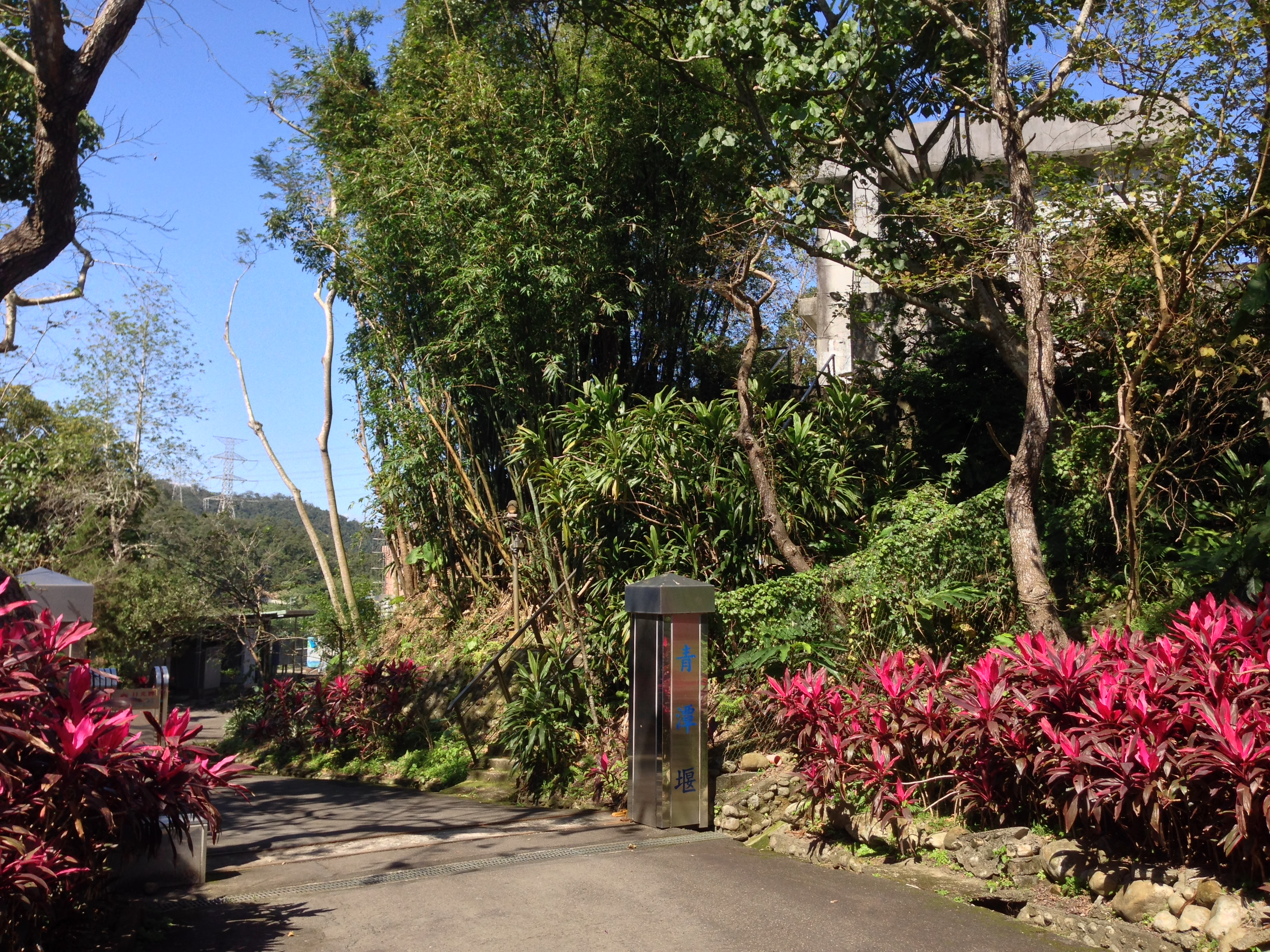
青潭堰水庫管理機關

## 設施
青潭堰係一閘門控制溢流堰，溢洪道共計有6道固定輪閘門，全長197.6公尺的堰體包含無閘門段128公尺。其中無閘門段堰堤曾於1979年8月遭「歐敏颱風」洪流沖毀，當時工兵連連長陳金龍少校負責執行搶修有決堤危險的青潭堰之任務，卻不幸因公殉職。後來聯合報深感陳少校仁勇義行，發起樹立紀念銅像於青潭堰畔，以紀念當時搶修中殉難的陳金龍少校。

## 外部連結
- 經濟部水利署北區水資源局全球資訊網-青潭壩 （页面存档备份，存于）